# Новопучкаково
Новопучкаково (баш. Яңы Боҫҡах) — деревня в Чекмагушевском районе Республики Башкортостан Российской Федерации. Входит в состав Юмашевского сельсовета. 

## География

### Географическое положение
Расстояние до:
- районного центра (Чекмагуш): 44 км,
- центра сельсовета (Юмашево): 12 км,
- ближайшей ж/д станции (Буздяк): 75 км.

## Население
| 2002 | 2009 | 2010 |
| ---- | ---- | ---- |
| 113  | ↗121 | ↘90  |